# لوئیس دل سول
لوئیس دل سول (انگلیسی: Luis del Sol؛ زادهٔ ۶ آوریل ۱۹۳۵) یک بازیکن فوتبال اهل اسپانیا است.
از باشگاه‌هایی که در آن بازی کرده‌است می‌توان به آ. اس. رم، یوونتوس، باشگاه فوتبال رئال مادرید، و رئال بتیس اشاره کرد.
وی همچنین در تیم ملی فوتبال اسپانیا حضور داشته است.